# Wohnhaus Hafenstraße 21

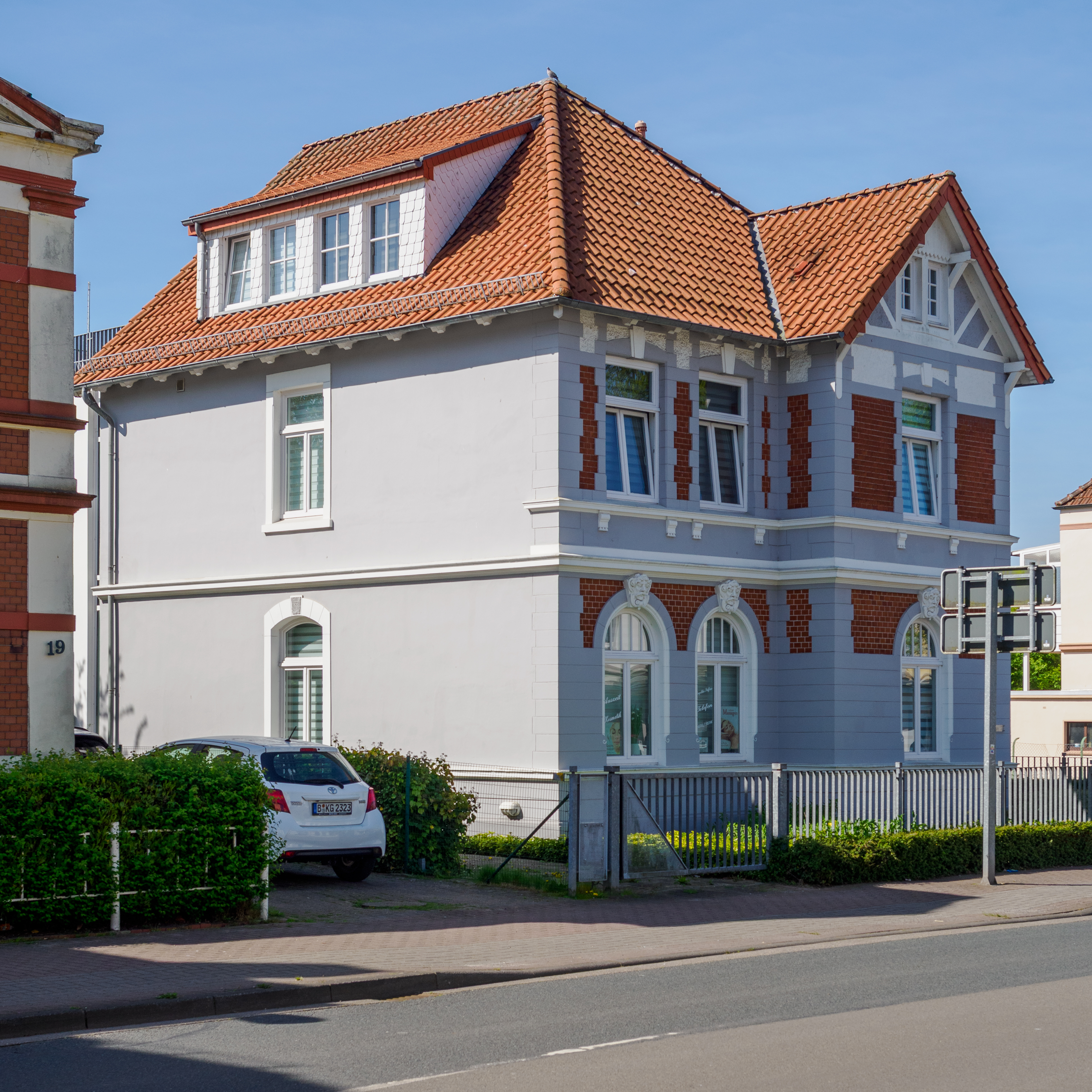
Wohnhaus Hafenstraße 21

Das Wohnhaus Hafenstraße 21, Ecke Marktstraße, im niedersächsischen Nordenham im Landkreis Wesermarsch, stammt vom Anfang des 20. Jahrhunderts.

Aktuell (2023) wird es als Wohnhaus und für einen Dienstleistungsbetrieb genutzt.
Das Gebäude steht unter Denkmalschutz (siehe auch Liste der Baudenkmale in Nordenham).

## Beschreibung und Geschichte
Das zweigeschossige verputzte und teils verklinkerte traufständige Gebäude mit Walmdach und dem rechten Giebelrisalit mit Satteldach sowie den rundtbogigen (EG) und rechteckigen (OG), gerahmten Öffnungen mit Hermesfiguren im Sturz (EG) und einem geschossteilenden breiten Gesimsband, wurde wohl um 1900 gebaut. Es ähnelt den denkmalgeschützten Häusern Nr. 19, Nr. 27, Nr. 33 und Nr. 35 in der Straße. Diese Häuser werden auch als Kapitänshäuser bezeichnet.
Das Landesdenkmalamt befand zur Bedeutung: „geschichtlich, städtebaulich“.